# Bornholm (skib fra 1774)
 For alternative betydninger, se Bornholm (flertydig). (Se også artikler, som begynder med Bornholm)
Fregatten Bornholm blev bygget i 1774 på Nyholm.
Skibet blev ombygget i 1790 og i 1797 sløjfet til pram. I 1809 blev det indrettet som kvarter og kogeanstalt for roflotillens mandskab i København.
Længde: 130'4", bredde: 35', dybde agt: 14'9" og dybde for: 13'9"
Skibet blev i 1814 ophugget.